# Comuna Bîcioc, Stînga Nistrului
Comuna Bîcioc este o comună din Unitățile Administrativ-Teritoriale din Stînga Nistrului, Republica Moldova. Este formată din satele Bîcioc (sat-reședință) și Novovladimirovca.
Conform recensământului din anul 2004, populația localității era de 1.422 locuitori, dintre care 173 (12.16%) moldoveni (români), 187 (13.15%) ucraineni si 997 (70.11%) ruși.